# RV Svea
El RV Svea es un buque oceanográfico de la Universidad de Ciencias Agrícolas de Suecia.

## Historia
El buque fue diseñado según la clase ST-367 por la firma de ingeniería naval noruega Skipsteknisk con sede en Ålesund según los requisitos y necesidades de la Universidad de Ciencias Agrícolas de Suecia. La firma de arquitectura naval sueca SSPA Suecia fue la encargada del concepto. Se descartaron las consideraciones para convertir un buque de la serie KBV-001 existente de la Guardia Costera Sueca.
Se contrató el 19 de enero de 2017. Fue construido con el número de casco V-108 en la atarazana española Astilleros Armon Vigo. La puesta de la quilla tuvo lugar el 24 de octubre de 2017 y la botadura el 18 de julio de 2018. Su entrega se produjo el 4 de julio de 2019 y sus costes de construcción fueron 445 millones de coronas suecas (aproximadamente, 38 600 000 —treinta y ocho millones seiscientos mil— euros). Una vez en Suecia, fue bautizado el día 25 de septiembre, siendo su madrina Victoria de Suecia. El nombre de la embarcación «Svea» es un nombre sueco y también se usa en Madre Svea, emblema patriótico de la nación sueca.
El Svea reemplazó al Argos, que fue dado de baja en 2011 (mientras tanto, los institutos de investigación suecos utilizaron los oceanográficos Dana de Dinamarca y Aranda de Finlandia). Es operado por la Universidad de Ciencias Agrícolas de Suecia, aunque también está disponible para el Instituto Meteorológico e Hidrológico de Suecia. De su gestión se encarga la Administración Marítima Sueca. Está registrado en Lysekil en donde también tiene su puerto base. Las principales áreas de operación del oceanográfico son el Mar Báltico, Kattegat y Skagerrak.

## Datos técnicos y equipamiento
Su propulsión es diésel-eléctrica con dos motores eléctricos de 1000 kW cada uno, que actúan sobre una hélice de paso fijo. También dispone de un propulsor azimutal extensible en el área de proa, que funciona con un motor eléctrico de 860 kW. Está equipado con un propulsor de proa y popa alimentado por un motor eléctrico de 600 kW, también dispone de un sistema de posicionamiento dinámico.
Para la generación de energía dispone de dos generadores diésel Caterpillar, cada uno con una potencia de 1350 kW, y un generador diésel Caterpillar con una potencia de 783 kW. También se instaló un generador de emergencia alimentado por un motor diésel Scania. Los motores diésel funcionan con aceite vegetal hidrogenado. Están equipados con filtros de partículas y un sistema de reducción de óxidos de nitrógeno. Cuando el barco está atracado en Lysekil, se le suministra energía desde tierra.
Varios laboratorios están instalados a bordo mientras que en el lado de estribor se encuentra un hangar. También está equipado con varias grúas y equipos de elevación, incluida una pluma de popa capaz de levantar 8 toneladas y un pescante. Hay varios cabrestantes a bordo para remolcar redes y equipos de investigación. Dispone de varios buscadores de profundidad y sonares además de otros dispositivos de medición, algunos de ellos se encuentran alojados en dos paneles de instrumentos extensibles. El Svea está configurado para el despliegue de un ROV. Se pueden transportar en cubierta tres contenedores de 20 pies o dos contenedores de 20 pies y dos contenedores de 10 pies.
Existe espacio para 15 miembros de la tripulación y 13 científicos a bordo, que pueden alojarse en camarotes individuales.
El buque cumple con los requisitos del Consejo Internacional para la Exploración del Mar con relación a la emisión de ruido submarino (ICES 209) mientras que su casco está reforzado (clase de hielo 1B). Puede permanecer en el mar durante 16 días y recorrer alrededor de 4000 millas náuticas.